# Zalando
Zalando SE (FWB: ZAL
) er en tysk e-handelsvirksomhed med hovedsæde i Berlin. Zalando er en online platform, der forhandler sko, tøj og andre modeartikler. Zalando er etableret i 2008 og er i dag repræsenteret i 23 europæiske lande. I 2021 omsatte Zalando for ca. 14,3 mia. euro. Zalando er ifølge en undersøgelse fra Dansk Erhverv Digital Handel danskernes foretrukne netbutik.

## Historie
Zalando blev etableret af Rocket Internet i 2008 af Robert Gentz og David Schneider. Inspireret af den amerikanske online detailhandler Zappos.com, specialiserede Zalando sig indledningsvist i salg af fodtøj, men har siden udvidet til andre områder som mode og sport.
I 2009 begyndte Zalando på markedet udenfor Tyskland, da de begyndte at levere til Østrig. I 2010 begyndte de i Nederlandene og i Frankrig. I 2011 åbnede de for salget i Storbritannien, Italien og Schweiz. I 2012 gik de ind på markedet i Sverige, Danmark, Finland, Norge, Belgien, Spanien og Polen.
Zalando blev børsnoteret på Frankfurter Wertpapierbörse i 2014. Zalando har genereret overskud siden 2014. Siden juni 2015 har Zalando været en del af MDAX. I september 2021 blev Zalando en del af DAX (Deutsche Aktienindex).
I 2021 er Zalandos logistiknetværk vokset til 12 sites fordelt på syv europæiske lande.

## Forretningsmodel
Kerneforretningen i Zalando-koncernen drives centralt fra hovedkvarteret i Berlin. Logistikcentret er placeret i Erfurt.

## Ejerforhold
Zalandos aktionærer er:
- Baillie Gifford & Co: 11,26%
- Anders Holch Povlsen: 10,01%
- Allianz Global Investors GmbH: 5,04%
- Vanguard World Funds: 5,00 %
- BlackRock: 4,96%
- Morgan Stanley: 4,95%
- T. Rowe Price Group, Inc.: 4,78%
- AKO Capital: 3,17%
- Grundlæggere: 5,16%
- Øvrige: 44,28%